# آدریان سوئار
آدریان سوئار (انگلیسی: Adrián Suar؛ زادهٔ ۲۵ مارس ۱۹۶۸) بازیگر و تهیه‌کنندهٔ تلویزیونی آرژانتینی-آمریکایی است. وی از سال ۱۹۸۱ میلادی تاکنون مشغول فعالیت بوده‌است.
از فیلم‌ها یا سریال‌های تلویزیونی که وی در آن نقش داشته‌است می‌توان به مجردمانده‌ها، پسر عروس، ویولتا و ۲+۲ اشاره کرد.

## اوایل زندگی
آدریان سوئار، که در آرژانتین و برای همه طرفدارانش با نام آدریان سوار شناخته می‌شود، بازیگر و تهیه‌کننده تلویزیون، فیلم و تئاتر است. وی در ۲۵ مارس ۱۹۶۸ در کوئینز، نیویورک متولد شد. پدرش لیبل شوارتز بود. ۲ ساله بود که با خانواده اش به آرژانتین رفت.
هنگامی که او ۱۳ ساله بود، برای بازی در کانال ۹ تست داد و اولین نقش خود را در یک قسمت از یک مجموعه تلویزیونی به نام El Ciclo de Guillermo Bredeston y Nora Cárpena بدست آورد. او اولین نقش اصلی خود را در سال ۱۹۸۲ به عنوان آدریان در یک مجموعه تلویزیونی به نام Pelito، یک سریال محبوب در کانال ۱۳ به دست آورد